# Radsatzwelle

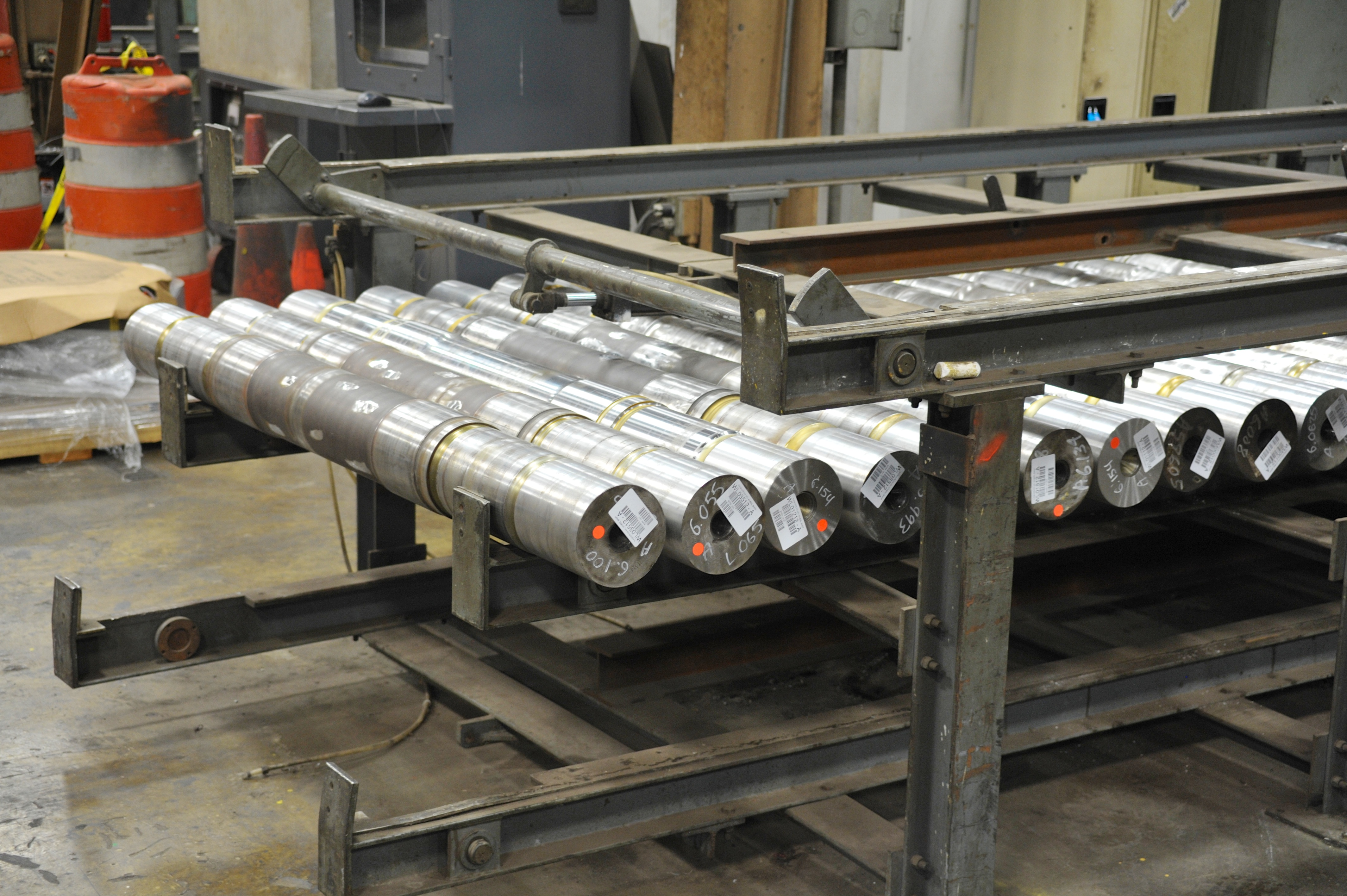
Radsatzwellen in einer Betriebswerkstatt von Amtrak

Die Radsatzwelle, abgekürzt RSW, verbindet bei Schienenfahrzeugen die beiden Räder, auch Radscheiben genannt, starr miteinander. Neben den Rädern und Radsatzlagern können je nach Ausführung Radsatzgetriebe und/oder Bremsscheiben aufgepresst sein. Der Zusammenbau wird als Radsatz (Treibradsatz bzw. Laufradsatz) bezeichnet.
Auf den Radsatzwellen lastet das Gewicht des Fahrzeugs. In diesem Zusammenhang wird umgangssprachlich oft von Achslast gesprochen.
Die Radsatzwelle wird auf Biegung und Torsion beansprucht. Schwingen die linke und rechte Radscheibe gegeneinander, so wird dies „Rattern“ genannt. Selbst bei kleinsten Kerben muss die Radsatzwelle getauscht werden. Man unterscheidet Vollwellen und Wellen mit Bohrung, sogenannte Hohlradsatzwellen.

## Ausführung
Radsatzwellen sind für die auftretenden Kräfte und Momente auszulegen. Die dabei zu berücksichtigenden Kräfte und Momente und das zugehörige Verfahren sind in Europa normativ festgelegt. Dieses wurde bereits ab den 1970er Jahren durch die UIC international harmonisiert. Die Kräfte und Momente können in folgende Kategorien eingeteilt werden:
- Einfluss der bewegten Massen
- Einfluss aus der Bremsung
- Einflüsse des Bogenlaufs und der Radgeometrie
- Einfluss aus dem Antrieb

Aus den Kräften und Momenten werden die geometrischen Eigenschaften, wie z. B. die Durchmesser der einzelnen Wellenabschnitte und die Gestaltung der Übergänge zwischen ihnen, bestimmt.
Europäische Güterwagen verwenden im Wesentlichen zwei harmonisierte Wellenbauformen: UIC-Typ A und B. Radsätze mit einer Radsatzwelle des Typs A sind für eine maximale Radsatzlast von 20 t und Radsätze mit einer Radsatzwelle des Typs B für eine maximale Radsatzlast von 22,5 t ausgelegt.

## Herstellung
Für eine Radsatzwelle wird ein Rohling mit der geeigneten Stahl-Qualität geschmiedet, danach werden die Nabensitze und Achsschenkel auf Maß abgedreht, gegebenenfalls mit einer Längsbohrung versehen und lackiert.

## Hersteller
- Bochumer Verein Verkehrstechnik GmbH
- GHH-Bonatrans
- Lucchini RS
- ORX (USA)[5]
- CAF[6]

## Überwachung und Prüfung
- Visuelle Inspektion (z. B. auf Risse, Kerben, Eindrückungen)
- Zerstörungsfreie Prüfung mittels Ultraschall, Magnetpulver- und Wirbelstrom

## Unfälle
Ein Versagen der Radsatzwelle hat katastrophale Folgen. Alle Vorfälle werden genau untersucht:
- Eisenbahnunfall von Versailles 1842, in der Frühzeit des Eisenbahnbetriebes
- Bruch einer Radsatzwelle bei IC 518[7][8]
- Eisenbahnunfall von Viareggio

## Normen
- Auslegung
  - Norm DIN EN 13103-1 Bahnanwendungen - Radsätze und Drehgestelle - Teil 1: Konstruktionsleitfaden für außengelagerte Radsatzwellen
  - Norm DIN EN 13104 Bahnanwendungen - Radsätze und Drehgestelle - Treibradsatzwellen - Konstruktionsverfahren (zurückgezogen)
  - Norm DIN EN 13979 Bahnanwendungen - Radsätze und Drehgestelle - Vollräder - Technische Zulassungsverfahren
- Fertigung
  - Norm DIN EN 13260 Bahnanwendungen - Radsätze und Drehgestelle - Radsätze - Produktanforderungen
  - Norm DIN EN 13261 Bahnanwendungen - Radsätze und Drehgestelle - Radsatzwellen - Produktanforderungen
  - Norm DIN EN 13262 Bahnanwendungen - Radsätze und Drehgestelle - Räder - Produktanforderungen
- Instandhaltung
  - Norm DIN EN 15313 Bahnanwendungen - Radsätze und Drehgestelle - Radsatzinstandhaltung